# Pham Huu Tiep
Pham Huu Tiep (em vietnamita:  Phạm Hữu Tiệp) é um matemático vietnamita-estadunidense, especialista em teoria dos grupos e teoria de Lie. É atualmente Joshua Barlaz Distinguished Professor of Mathematics da Universidade Rutgers.
Pham Tiep recebeu uma medalha de prata na Olimpíada Internacional de Matemática em Londres em 1979. Obteve um doutorado na Universidade Estatal de Moscou em 1988, orientado por Alexei Kostrikin. Foi palestrante convidado do Congresso Internacional de Matemáticos no Rio de Janeiro (2018: Representations of finite groups and applications). É fellow da American Mathematical Society.
Pham Tiep foi o quinto matemático vietnamita convidado como palestrante do Congresso Internacional de Matemáticos, seguindo Frédéric Pham (1970), Duong Hong Phong (1994), Ngô Bảo Châu (2006 e 2010) e Van H. Vu (2014).